# Pawel Nikolajewitsch Kasakow

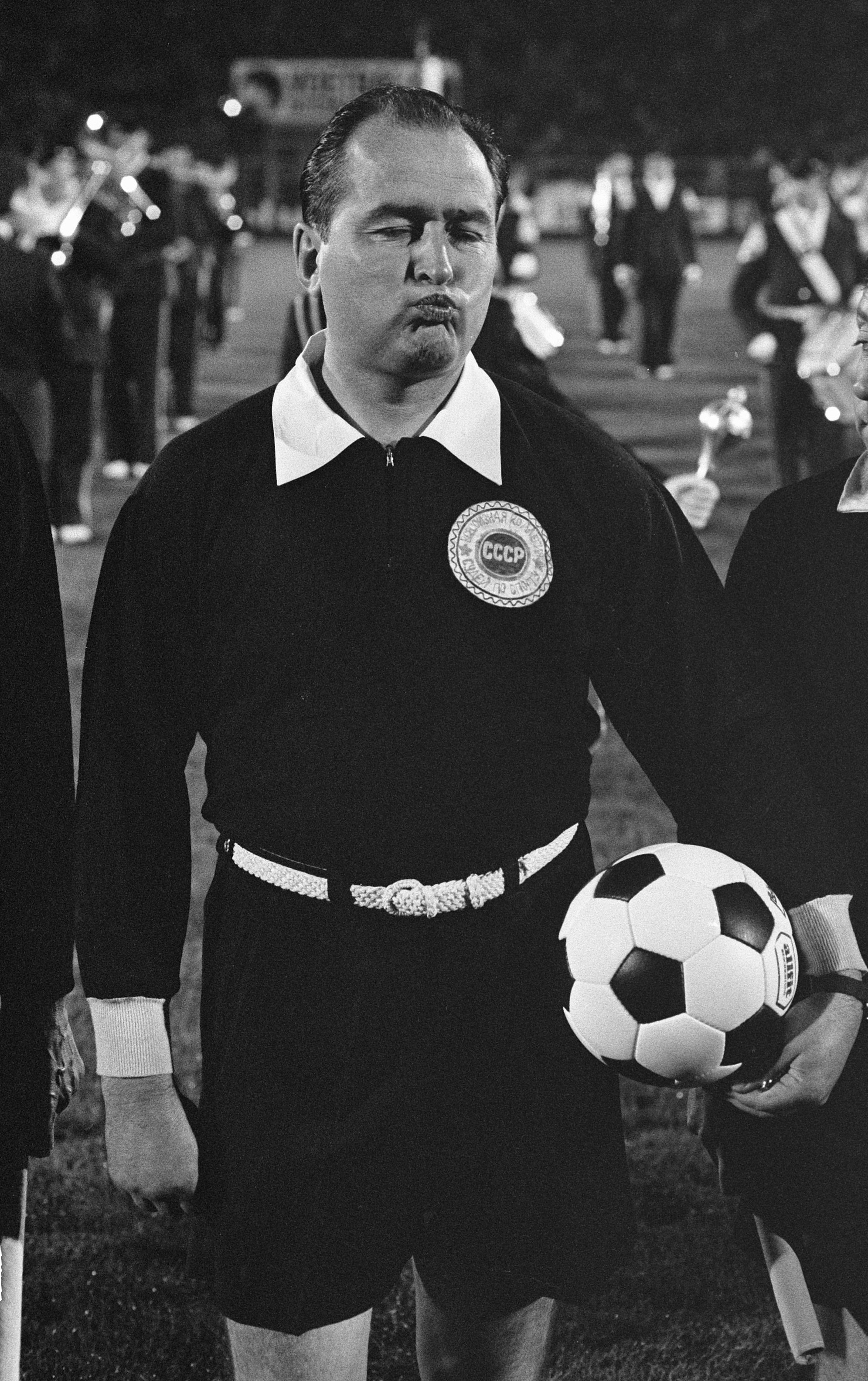
Kasakow bei seinem Länderspieldebüt im November 1969

Pawel Nikolajewitsch Kasakow (russisch Павел Николаевич Казаков, wiss. Transliteration Pavel Nikolaevič Kazakov; * 19. Februar 1928 in Moskau; † 17. September 2012 ebenda) war ein sowjetisch-russischer Fußballschiedsrichter.

## Sportlicher Werdegang
Kasakow rückte Ende der 1950er Jahre in den Kreis der Spielleiter in der Wysschaja Liga auf, wo er bis zum Ende seiner aktiven Laufbahn 1976 Erstligaspiele leitete und mehrfach zum Schiedsrichter des Jahres gekürt wurde.
Ab 1969 kam Kasakow auf internationaler Ebene zum Einsatz und pfiff sowohl Länderspiele als auch Europapokalpartien. Am 5. November 1969 leitete er dabei das Aufeinandertreffen zwischen der Niederlande und dem amtierenden Weltmeister England. Drei Jahre später gehörte er erstmals zu Turnierschiedsrichtern, als er ein Gruppenspiel im Fußballturnier der Olympischen Sommerspiele 1972 leitete. Anlässlich der WM-Endrunde 1974 war er erneut bei einem in Deutschland ausgetragenen Turnier Schiedsrichter, mit Argentinien gegen Italien in der Vorrunde sowie West-Deutschland gegen Schweden in der zweiten Hauptrunde standen dabei zwei Partien unter seiner Leitung. Bereits im Frühsommer 1973 hatte er ein Finalspiel mit deutscher Beteiligung im Europapokal gepfiffen, als im Rückspiel um den UEFA-Pokal 1972/73 Borussia Mönchengladbach trotz eines 2:0-Heimerfolges gegen den FC Liverpool nach einer 0:3-Hinspielniederlage den Titel verpasste. Im selben Jahr war er Schiedsrichter beim Finalspiel um den Sowjetpokal 1973, in dem sich der FC Ararat Jerewan gegen Dynamo Kiew durchsetzte. Drei Jahre später kam er zum Karriereabschluss zum zweiten Pokalfinale, im Sowjetpokal 1976 zog Ararat Jerewan dieses Mal gegen den FC Dinamo Tiflis den Kürzeren.